# Thumba
Thumba (Malayalam: തുമ്പ Tumpa [ˈt̪umba]) ist ein Fischerdorf im indischen Bundesstaat Kerala, etwa 10 Kilometer westlich von Thiruvananthapuram.
Es ist bekannt für die dort seit 1963 betriebene Thumba Equatorial Rocket Launching Station (TERLS), einem Startplatz für Höhenforschungsraketen, die bis zu 400 km Höhe erreichen.